# Chi Sung
Chi Sung hay còn gọi chi sung đa, chi sung si, chi sanh si, chi đa đề, chi si đa (danh pháp khoa học: Ficus /ˈfɪkʊs/) là một chi thực vật gồm khoảng 850 loài cây thân gỗ, cây bụi, dây leo, biểu sinh và bán biểu sinh trong họ Dâu tằm (Moraceae). Quả của hầu hết các loài trong chi này đều có thể ăn được mặc dù chúng chỉ có giá trị kinh tế quan trọng ở cấp địa phương. Nhưng, chúng là loại thức ăn cực kỳ quan trọng đối với các loài hoang dã.

## Một số loài tiêu biểu
| - F. abutilifolia - F. aguaraguensis - F. albert-smithii - F. albipila - F. altissima - F. amazonica - F. americana - F. andamanica - F. angladei - F. aripuanensis - F. aspera - F. aurea - F. auriculata - F. barbata - F. beddomei - F. benghalensis - F. benjamina - F. bibracteata - F. bizanae - F. blepharophylla - F. bojeri - F. broadwayi - F. bubu - F. burtt-davyi - F. calyptroceras - F. capreifolia - F. carica - F. castellviana - F. catappifolia - F. citrifolia - F. cordata - F. coronata - F. cotinifolia - F. craterostoma - F. cristobalensis - F. cyclophylla - F. dendrocida - F. deltoidea - F. destruens - F. drupacea - F. elastica | - F. erecta - F. eugenioides - F. faulkneriana - F. fischeri - F. fistulosa - F. fraseri - F. gibbosa - F. glaberrima - F. glabrata - F. glomerata - F. glumosa - F. godeffroyi - F. greiffiana - F. grenadensis - F. grossularioides - F. hartii - F. hebetifolia - F. hederacea - F. heterophylla - F. hirsuta - F. hirta - F. hispida - F. hispita - F. ilicina - F. illiberalis - F. luschnathiana - F. indica - F. infectoria - F. ingens - F. jimenezii - F. krukovii - F. lacor - F. lacunata - F. laevigata - F. laevis - F. lapathifolia - F. lateriflora - F. lauretana - F. lutea - F. lyrata - F. macbrideii - F. microcarpa - F. macrophylla - F. magnifolia - F. malacocarpa | - F. mathewsii - F. matiziana - F. mauritiana - F. meizonochlamys - F. mexiae - F. microchlamys - F. nitida - F. minahasae - F. mollior - F. monckii - F. montana - F. muelleri - F. muelleriana - F. mutabilis - F. mysorensis - F. natalensis - F. nervosa - F. noronhae - F. nota - F. obliqua - F. obtusifolia - F. opposita - F. organensis - F. padifolia - F. pakkensis - F. pallida - F. palmata - F. palmeri - F. pandurata - F. panurensis - F. pertusa - F. pilosa - F. platypoda - F. pleurocarpa - F. polita - F. prolixa - F. pseudopalma - F. pulchella - F. pumila - F. pyriformis - F. racemosa - F. ramiflora - F. religiosa | - F. repens - F. retusa - F. roraimensis - F. rubiginosa - F. rumphii - F. salicifolia - F. salzmanniana - F. sansibarica - F. saussureana - F. schippii - F. schultesii - F. schumacheri - F. sinuata - F. sphenophylla - F. stahlii - F. stuhlmannii - F. superba - F. sur - F. sycomorus - F. tettensis - F. thonningii - F. tinctoria - F. tobagensis - F. tomentosa - F. tremula - F. triangularis - F. trichopoda - F. trigona - F. trigonata - F. tuerckheimii - F. ulmifolia - F. ursina - F. variegata - F. variolosa - F. velutina - F. verruculosa - F. virens - F. virgata - F. vogelii - F. wassa - F. watkinsiana |